# Elias Silvério
Elias Silvério (Pirapora do Bom Jesus, 22 de setembro de 1986) é um lutador brasileiro de artes marciais mistas, que competiu no peso-leve do Ultimate Fighting Championship. Ele foi Campeão Meio-Médio do Jungle Fight.

## Carreira no MMA
Silvério fez sua estreia nas artes marciais mistas com vitória por decisão unânime sobre Bruno Tavares em 17 de Setembro de 2011 no Fight Show - MMA 1.

### Jungle Fight
Silvério fez sua estréia no Jungle Fight com vitória sobre Giovanni Almeida por nocaute técnico em 18 de Agosto de 2012 no Jungle Fight 42.
A próxima luta de Silvério na organização foi contra Douglas Bertazini em 29 de Setembro de 2012 no Jungle Fight 43 e ele venceu por nocaute técnico.
Silvério derrotou Julio Rafael Rodrigues por nocaute em 13 de Dezembro de 2012 no Jungle Fight 46.
Silvério fez uma luta fora do Jungle Fight, contra Pat DeFranco pelo Ring of Combat 43 em 25 de Janeiro de 2013 e venceu por decisão dividida.
Ele se tornou o Campeão Meio-Médio do Jungle Fight ao derrotar Júnior Orgulho por decisão unânime em 4 de Maio de 2013 no Jungle Fight 52.

### Ultimate Fighting Championship
Silvério fez sua estréia no UFC substituindo Kenny Robertson contra João Zeferino em 4 de Setembro de 2013 no UFC Fight Night: Teixeira vs. Bader e venceu por decisão unânime.
Silvério fez sua estréia na categoria dos leves contra Isaac Vallie-Flagg em 15 de Janeiro de 2014 no UFC Fight Night: Rockhold vs. Philippou. Em uma performance incrível, Silvério venceu a luta por decisão unânime.
Silvério enfrentou Ernest Chavez em 31 de Maio de 2014 no UFC Fight Night: Miocic vs. Maldonado. Após um primeiro round pareio o segundo foi já se decidindo o fim da luta com Elias demonstrando ampla vantagem mostrando uma boa movimentação tanto que no final do terceiro round ganhando as costas do adversário conseguiu encaixar um mata leão decretando assim sua 3ª vitória seguida e invicta no UFC.
Elias sofreu sua primeira derrota no MMA contra Rashid Magomedov em 20 de Dezembro de 2014 no UFC Fight Night: Machida vs. Dollaway por nocaute técnico nos últimos segundos de luta.
Silvério enfrentou Shane Campbell em 23 de Agosto de 2015 no UFC Fight Night: Holloway vs. Oliveira. Ele sofreu sua segunda derrota seguida ao ser derrotado por decisão unânime.

## Cartel no MMA
| Cartel no MMA   |             |            |
| 27 lutas        | 17 vitórias | 9 derrotas |
| Por nocaute     | 4           | 2          |
| Por finalização | 1           | 1          |
| Por decisão     | 12          | 6          |
| Empates         | 1           | 1          |

| Res.    | Cartel | Oponente                   | Método                     | Evento                                          | Data       | Round | Tempo | Local                     | Notas                                                                 |
| ------- | ------ | -------------------------- | -------------------------- | ----------------------------------------------- | ---------- | ----- | ----- | ------------------------- | --------------------------------------------------------------------- |
| Derrota | 17–9–1 | Tilek Mashrapov            | Decisão (dividida)         | ACA 139: Vartanyan vs. Ilunga                   | 21/05/2022 | 3     | 5:00  | Moscou                    |                                                                       |
| Derrota | 17–8–1 | Altynbek Mamashov          | Nocaute Técnico (socos)    | ACA 130: Dudaev vs. Praia                       | 04/10/2021 | 2     | 1:52  | Grozny                    |                                                                       |
| Derrota | 17–7–1 | Georgiy Kichigin           | Decisão (dividida)         | ACA 123: Koshkin vs. Butenko                    | 28/05/2021 | 3     | 5:00  | Moscou                    |                                                                       |
| Derrota | 17–6–1 | Ali Bagov                  | Decisão (unânime)          | ACA 117: Bagov vs. Silvério                     | 12/02/2021 | 3     | 5:00  | Sochi                     |                                                                       |
| Derrota | 17–5–1 | Gadzhimurad Khiramagomedov | Decisão (unânime)          | ACA 113: Kerefov vs. Gadzhiev 2                 | 06/11/2020 | 3     | 5:00  | Moscou                    |                                                                       |
| Vitória | 17–4–1 | Aslambek Saidov            | Decisão (unânime)          | ACA 101: Strus vs. Nemchinov                    | 15/11/2019 | 3     | 5:00  | Varsóvia                  |                                                                       |
| Vitória | 16–4–1 | Fernando Gonzalez          | Decisão (unânime)          | ACA 96: Goncharov vs. Johnson                   | 08/06/2019 | 3     | 5:00  | Lodz                      |                                                                       |
| Vitória | 15–4–1 | Arbi Agujev                | Decisão (unânime)          | ACA 91: Agujev vs. Silvério                     | 26/01/2019 | 3     | 5:00  | Grozny                    |                                                                       |
| Derrota | 14–4–1 | Nikolay Aleksakhin         | Decisão (unânime)          | RCC: Russian Cagefighting Championship 3        | 09/07/2018 | 3     | 5:00  | Yekaterinburg             |                                                                       |
| Vitória | 14–3–1 | Saygid Izagakhmaev         | Decisão (unânime)          | Fight Nights Global 87: Khachatryan vs. Queally | 19/05/2018 | 3     | 5:00  | Rostov-on-Don             |                                                                       |
| Empate  | 13–3–1 | Goyti Dazaev               | Empate (dividido)          | World Fighting Championship Akhmat 43           | 04/10/2017 | 3     | 5:00  | Grozny                    |                                                                       |
| Vitória | 13–3   | Cleber Souza               | Decisão (unânime)          | Hugs Combat 2: Fight Night                      | 08/10/2016 | 3     | 5:00  | Barueri                   |                                                                       |
| Derrota | 12–3   | Washington Nunes da Silva  | Finalização (mata-leão)    | Thunder Fight 8                                 | 05/08/2016 | 2     | 2:15  | São Paulo                 | Perdeu o cinturão meio-médio do TF.                                   |
| Vitória | 12–2   | Gilberto Pereira Sousa     | Nocaute Técnico (socos)    | Thunder Fight 6                                 | 02/04/2016 | 1     | 3:35  | São Paulo                 | Returnou ao peso-meio-médio. Ganhou o cinturão vago meio-médio do TF. |
| Derrota | 11-2   | Shane Campbell             | Decisão (unânime)          | UFC Fight Night: Holloway vs. Oliveira          | 23/08/2015 | 3     | 5:00  | Saskatoon, Saskatchewan   |                                                                       |
| Derrota | 11-1   | Rashid Magomedov           | Nocaute Técnico (socos)    | UFC Fight Night: Machida vs. Dollaway           | 20/12/2014 | 3     | 4:57  | Barueri                   |                                                                       |
| Vitória | 11-0   | Ernest Chavez              | Finalização (mata-leão)    | UFC Fight Night: Miocic vs. Maldonado           | 31/05/2014 | 3     | 4:21  | São Paulo                 |                                                                       |
| Vitória | 10-0   | Isaac Vallie-Flagg         | Decisão (unânime)          | UFC Fight Night: Rockhold vs. Philippou         | 15/01/2014 | 3     | 5:00  | Duluth, Georgia           | Estréia nos Leves.                                                    |
| Vitória | 9-0    | João Zeferino              | Decisão (unânime)          | UFC Fight Night: Teixeira vs. Bader             | 04/09/2013 | 3     | 5:00  | Belo Horizonte            | Estréia no UFC.                                                       |
| Vitória | 8-0    | Junior Orgulho             | Decisão (unânime)          | Jungle Fight 52                                 | 04/05/2013 | 3     | 5:00  | Belém                     | Ganhou o Cinturão Meio Médio do Jungle Fight.                         |
| Vitória | 7-0    | Pat DeFranco               | Decisão (dividida)         | Ring of Combat 43                               | 25/01/2013 | 3     | 4:00  | Atlantic City, New Jersey |                                                                       |
| Vitória | 6-0    | Julio Rafael Rodrigues     | Nocaute (joelhada e socos) | Jungle Fight 46                                 | 13/12/2012 | 1     | 0:27  | São Paulo                 |                                                                       |
| Vitória | 5-0    | Douglas Bertazini          | TKO (socos)                | Jungle Fight 43                                 | 29/09/2012 | 1     | 4:13  | São Paulo                 |                                                                       |
| Vitória | 4-0    | Giovannni Almeida          | TKO (socos)                | Jungle Fight 42                                 | 18/08/2012 | 2     | 3:36  | São Paulo                 |                                                                       |
| Vitória | 3-0    | Gilmar Dutra Lima          | Decisão (unânime)          | Real Fight 8                                    | 10/12/2011 | 3     | 5:00  | São José dos Campos       |                                                                       |
| Vitória | 2-0    | Diego Henrique da Silva    | Decisão (unânime)          | Spartan Fighters                                | 26/11/2011 | 3     | 5:00  | Limeira                   |                                                                       |
| Vitória | 1-0    | Bruno Tavares              | Decisão (unânime)          | Fight Show - MMA 1                              | 17/09/2011 | 3     | 5:0   | São Paulo                 |                                                                       |